# Vestido para la muerte
Vestido para la muerte (en inglés The Anonymous Venetian y conocida también como Dressed for Death) es la tercera novela policíaca de la escritora estadounidense Donna Leon, publicada el 10 de junio de 1994. Protagonizada por el comisario Brunetti, comienza con la aparición de un cuerpo en un vertedero de basuras. El cadáver es el de un hombre vestido con ropas de mujer, y tiene el rostro desfigurado. Después de indagar por la identidad del muerto en diferentes ambientes en los que se reúnen o trabajan travestís, consigue descubrir, enseñando la foto con la cara desfigurada, que se trata de un ciudadano ajeno a ese mundo. Se trata del director de un banco, que ha descubierto una trama en la que una sociedad supuestamente benéfica, llamada Liga de la Moralidad, obtiene beneficios ilícitos a partir de unos alquileres fraudulentos.